# يوزو فوناكوشي
يوزو فوناكوشي (باليابانية: 船越 優蔵) مواليد 12 يونيو 1977 في كوبه، هو لاعب كرة قدم ياباني سابق كان يلعب كمهاجم.

## المسيرة الاحترافية

### أندية لعب لها
- نادي غامبا أوساكا
- شونان بلمار
- أويتا ترينيتا
- آلبيركس نيغاتا
- طوكيو فيردي

## روابط خارجية
- يوزو فوناكوشي على موقع الاتحاد الدولي (مؤرشف)  (الإنجليزية)
- يوزو فوناكوشي على موقع رابطة كرة القدم اليابانية للمحترفين (اليابانية)
- يوزو فوناكوشي على موقع قاعدة بيانات كرة القدم.إي يو (الإنجليزية)
- يوزو فوناكوشي على موقع Soccerway.com (الإنجليزية)
- يوزو فوناكوشي على موقع عالم كرة القدم.نت (الإنجليزية)